# Janic Halioua
Janic Halioua (* 12. Juni 1990 in Langnau am Albis, Kanton Zürich) ist ein Schweizer Regisseur und Filmschauspieler.

## Leben
Janic Halioua spielte als Franz „Wrigley“ Stalder seine erste Hauptrolle in der Schweizer Filmproduktion Mein Name ist Eugen (2005), einer Verfilmung eines als Schweizer Klassiker geltenden Jugendbuches von Klaus Schädelin, die in zwei Kategorien mit dem Schweizer Filmpreis  ausgezeichnet wurde. Im Film Grounding – Die letzten Tage der Swissair (2006) ist er in einer kurzen Nebenrolle zu sehen. Eine weitere, kleine Nebenrolle durfte er im oscarnominierten Film "Auf der Strecke" übernehmen. 2008 erstes Engagement als Hörspiel-Sprecher bei De Nico & d'Früchtekönigin – ein Dialekt-Hörspiel über den Fairen Handel.
Janic Halioua arbeitet seit einigen Jahren als Regisseur und Kameramann für seine Produktionsfirma Halioua Film.

## Filmografie

### Kino
- 2005: Mein Name ist Eugen
- 2006: Grounding – Die letzten Tage der Swissair
- 2007: Auf der Strecke